# Sune Envall
Sune Envall, född 1944, är en svensk formgivare. 
Envall har arbetat med allt från bok- och tidningsillustration till grafisk formgivning och industridesign. Envall började sin bana i Sigvard Bernadottes designstudio, men utförde samtidigt illustrationsuppdrag åt bland andra Chrysler, Automobile Quarterly, SKF, Husqvarna, Volvo och Saab, samt designuppdrag för Polarvagnen, Norsk Hydro, Husqvarna, Thule, Metso, Scania Vabis med flera.
Sune Envall hade under en tioårstid sitt arbetsfält i Japan och Taiwan och Thailand, med design för företag som Toyota Racing, Tom's Racing och Narong/Yamaha. Projekt som var aktuella var bildesign, företagsprofilering, design av bil- och motorcykel-tillbehör, design av hushållsprodukter och illustration av böcker. Ett av hans projekt är designen av sportvagnen Maya P1 tillsammans med Leif Mellberg.